# Cariño
Cariño est une commune de la province de La Corogne en Espagne située dans la communauté autonome de Galice.

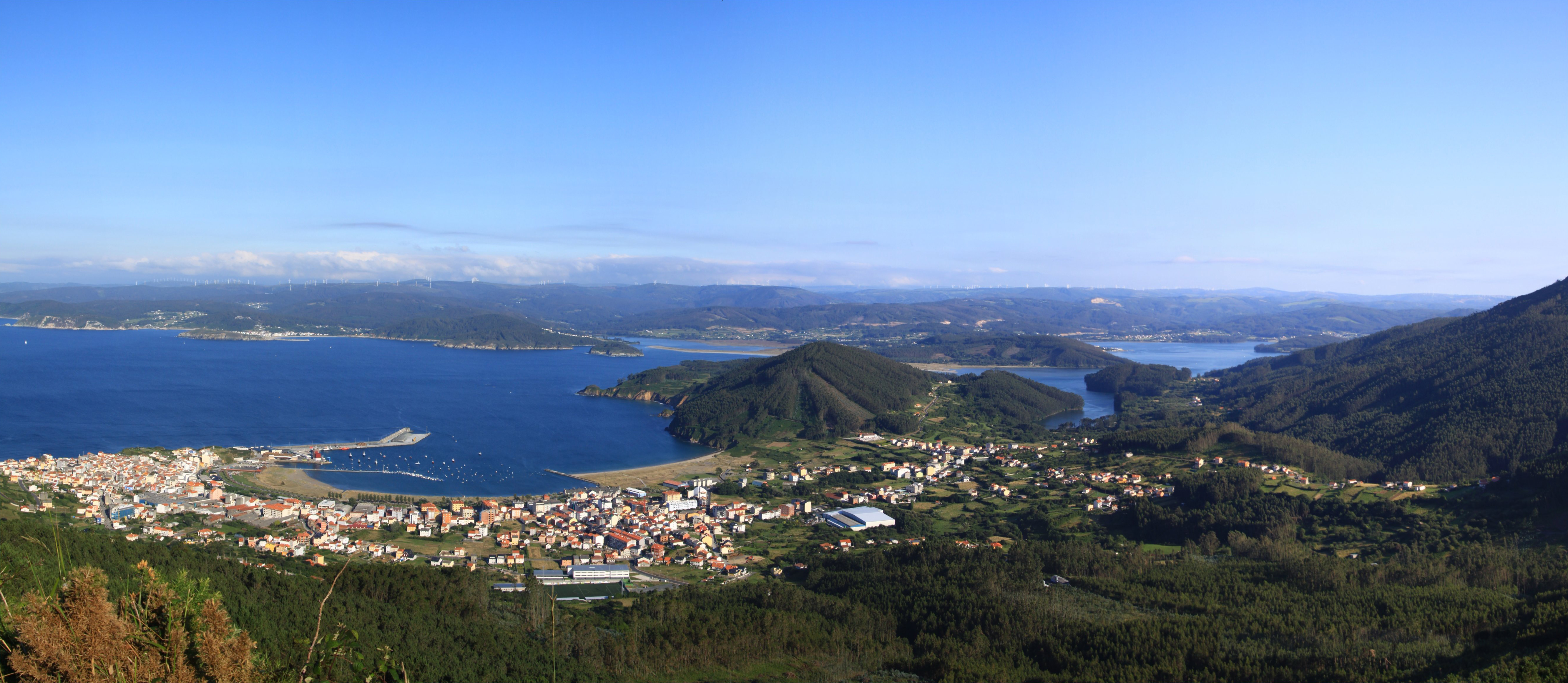
Cariño, belvédère de O Limo.